# Micocoulier
Celtis
Genre
Classification APG (1998)
Classification APG III (2009)
Celtis, les micocouliers, aussi appelés arbres aux feuilles d'ortie ou falabreguié en Provence, est un genre de plantes à fleurs de la famille des Cannabaceae. Il compte environ 60 à 70 espèces d'arbres à feuilles caduques répandus dans des régions tempérées chaudes de l'hémisphère nord, en Europe méridionale, en Asie orientale et méridionale, et en Amérique. On trouve aussi au moins une espèce, Celtis integrifolia, dans la bande sahélienne.
Anciennement classés dans la famille des Ulmaceae (ou bien dans les Celtidaceae), l'analyse phylogénétique a montré qu'ils appartiendraient à la famille des Cannabaceae.

## Histoire sylvicole
Selon la Flore forestière de Mathieu et Fliche, c'est un arbre qui supporte mal les grands froids, qui était autrefois souvent cultivé en taillis, pour la production de menus objets. Ces taillis se maintiennent bien serrés, les racines y drageonnent et les souches y produisent des rejets abondants, d'une grande vigueur.
Selon Louis Sourcac (1922), en France, l'aire de culture du micocoulier est celle du chêne-liège. Dans les Pyrénées-Orientales, pour alimenter la production industrielle de fouets et d'attelles, existaient environ 80 hectares de monocultures de micocoulier (dont 65 à 70 hectares dans le seul l'arrondissement de Céret où Sorède et Laroque-des-Albères étaient les principaux centres de production). Il préfère les sols riches et profonds, mais légers à très meubles et bien drainés.
Il est donc alors surtout cultivé sur sols alluvionnaires ou sablonneux, mais également planté sur remblais des routes, bordures de prés et de champs, à l'abri des grands vents si l'on veut un bois de meilleure qualité. Selon Sourcac (1922) « si parfois on voit des sujets dans les garrigues qui paraissent sèches ou stériles, c'est que ses racines ont pu pénétrer profondément au point où est né l'arbre et aller chercher dans les profondeurs du sol, fertilité et fraîcheur ».
Des pépinières sont issues de semis de fruits de micocoulier (dits « lladouns » dans le Roussillon).
Son élagage est assez délicat, les branches étant autrefois sectionnées à la faucille à leur point d'insertion, avant polissage de la section pour que la surface de la tige principale reste sans excavation ni saillie ou hernie due aux tissus de cicatrisation qui rendraient le bois moins souple voire cassant à ce point. Il se pratique alors au printemps ou mieux encore à l'automne.
Les coupes de bois se font alors après arrêt complet de la sève (octobre et plutôt en décembre et janvier). Selon L. Sourcac (1922), « la plupart des exploitants évitent de faire des coupes et les industriels d'acheter des bois coupés en nouvelle lune ». On attendait que la tige ait 8 à 12 ans (selon le degré de fertilité du sol et les soins donnés à la culture) avant de la couper, quand son diamètre atteint 30 à 35 cm. de diamètre à 1,50 m au-dessus du sol.
Les ventes se font souvent au pied (avec des cours variables ; 3 à 11 francs pièce dans les années 1910-1920 ; 3 à 4 francs l'un par 500 ou 1 000 en 1922)[réf. nécessaire].
Le bois de première qualité sert généralement pour la fabrication des manches de fouets de luxe, des cannes, des cravaches ; celui de deuxième qualité sert pour les fouets des charretiers, le bois de qualité inférieure sert pour les attelles.

## Artisanat, industrie
Le micocoulier est, de la fin du XIXe siècle au début XXe siècle, un bois apprécié pour les usages nécessitant un bois à la fois souple, solide et durable.
Mathieu et Fliche dans leur Flore forestière (4e édit., p. 295) expliquent que cette essence est un bois d'industrie, qui occupe le « premier rang pour avirons, gournables ou chevilles de vaisseaux, cercles, échalas, baguettes de fusils, fourches, attelles, gaules, cannes et surtout manches (d'outils, de fourches américaines notamment) et de fouets ».
Chevalier et Louis Soursac ajoutent en 1922 que « c'est un excellent bois de charronnage dont tirent aussi parti les tourneurs, sculpteurs, luthiers et menuisiers, un très bon combustible dont le charbon est estimé. La fabrication des cercles de futailles et de fourches en bois absorbait autrefois une grande partie des baliveaux de micocouliers ». En effet, produisant naturellement des branches fourchues à trois sous-branches, cet arbre a été très longtemps utilisé pour la fabrication des fourches en bois à trois dents ; l'épaisseur des branches de la fourche est contrôlée en enlevant des feuilles à la branche trop vigoureuse pour favoriser les deux autres. Ceci en particulier dans le Gard (Sauve) ; quelques artisans utilisent encore aujourd'hui le micocoulier.

Au début du XXe siècle, parce que son bois souple est facile à tresser, il est plutôt employé dans le Roussillon par l'industrie des cravaches et fouets dits « de Perpignan » (qui semblent d'abord avoir été commercialement développés dans cette ville par la Maison Massot),. Des artisans s'étaient spécialisées dans cette industrie dans plusieurs communes : Perpignan, Le Perthus, Arles-sur-Tech, Laroque et surtout à Sorède (« Nulle part on n'en fait davantage qu'à Sorède situé dans les Albères », où selon le journaliste Viator, « chaque maison est un atelier où l'on débite les perches de micocoulier pour la préparation des manches de fouets » ; en 1922, « à Sorède 100 à 150 hommes et 50 à 60 femmes sont employés par l'industrie du micocoulier : un certain nombre travaillent dans les ateliers, d'autres à leur domicile ». 
Le micocoulier est également privilégié pour produire les attelles, notamment fabriquées dans le Roussillon, par des artisans qui récupèrent des bois jugés de qualité inférieure ou mal venus pour l'industrie du fouet. Sylvestre Massot semble avoir été à l'origine de cette production à Perpignan au tout début du XXe siècle où Philippe Massot développe de son côté l'industrie du fouet et de la cravache en micocoulier.
Les rebuts et déchets de bois de ces industries donnent un excellent bois de chauffage.
La culture du micocoulier est prospère et très rémunératrice au XIXe siècle, avant de décliner face à la concurrence italienne, cette dernière bénéficiant en Italie d'une qualité de bois généralement supérieure à ce qu'elle est en France.

### Usages alimentaires et dermatologiques
Les fruits charnus appelés micocoules ou bélicoques, quoique peu recherchés de nos jours, sont comestibles, même avec leur noyau assez croquant, et rempli de lipides. De couleur jaune ou bordeaux, ils ont un goût de pomme caramélisée.
On peut aussi le retrouver, parfois, dans des crèmes pour le corps ou les mains.

## En France
Diverses espèces de micocouliers ont été introduites dans les jardins ; mais on trouve à l'état spontané ou subspontané (plantations), dans la moitié sud de la France, le Micocoulier de Provence (Celtis australis L.), notamment dans les plaines du Midi jusqu'à 900 m d'altitude environ. Cette essence fait l'objet de divers usages en agrosylviculture traditionnelle, pour son bois principalement. En 2024, une équipe de l'INRAE, le PIAF (Physique et physiologie de l'arbre dans un environnement fluctuant) après essais, préconise particulièrement cette essence pour l'extension d'un parc urbain à Clermont-Ferrand, soit au-delà du Sud de la France, en considération notamment du réchauffement climatique.

## Liste d'espèces
- Celtis africana — Micocoulier d'Afrique ;
- Celtis australis L. — Micocoulier de Provence ;
- Celtis caucasica ;
- Celtis ehrenbergiana (Klotzsch) Liebm. (= Celtis tala) ;
- Celtis glabrata ;
- Celtis iguanaea (Jacq.) Sarg. (= Celtis spinosa) ;
- Celtis integrifolia ;
- Celtis koraiensis Nakai ;
- Celtis laevigata Willd. ;
- Celtis laevigata — Micocoulier du Mississippi ;
- Celtis lindheimeri Engelm. ex K. Koch ;
- Celtis occidentalis L. — Micocoulier occidental ;
- Celtis pallida Torr. ;
- Celtis sinensis — Micocoulier de Chine ;
- Celtis tenuifolia Nutt. — Micocoulier rabougri ;
- Celtis tournefortii ;
- Celtis trinervia Lam. .

Quelques espèces
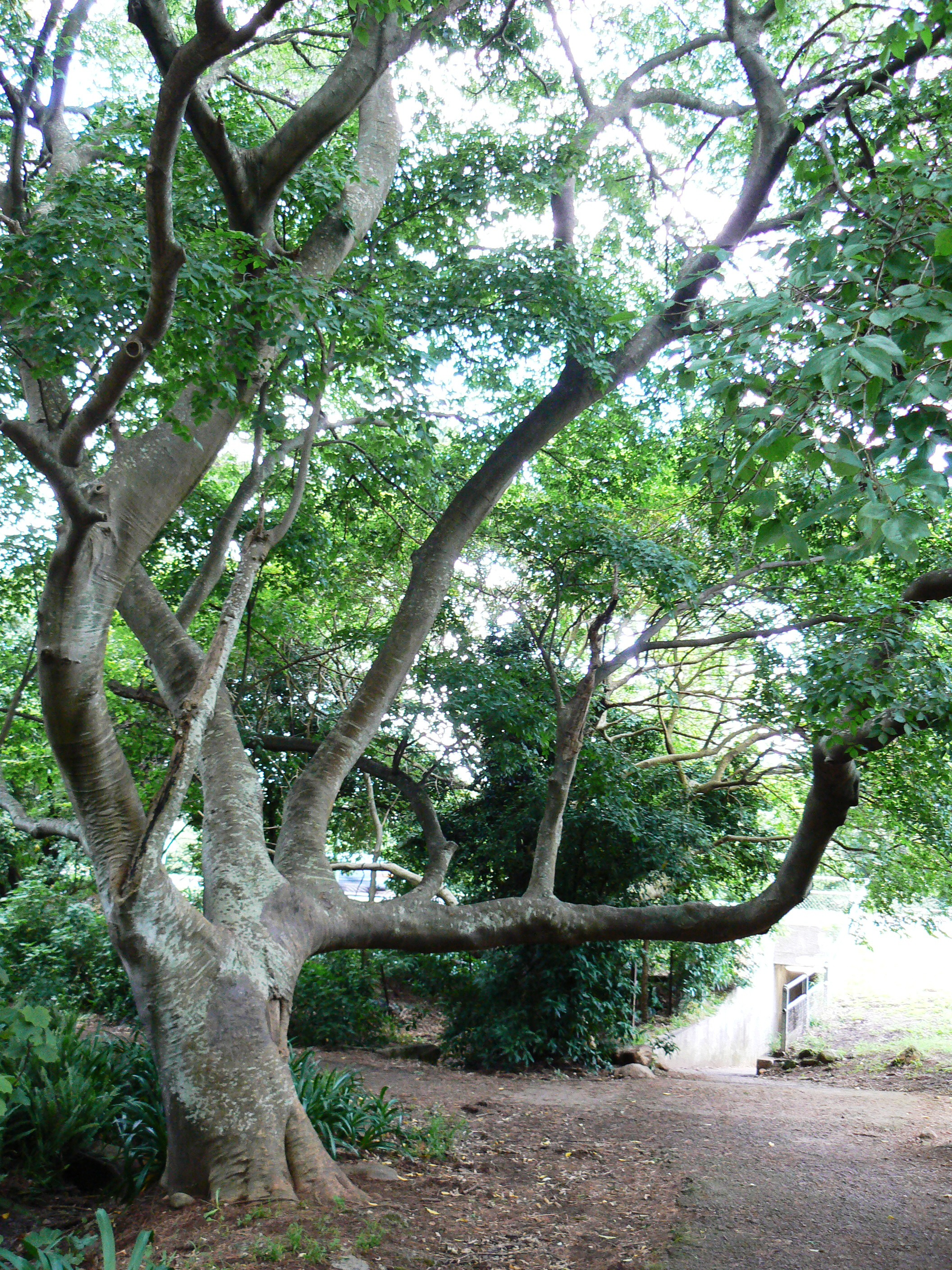
Celtis africana.
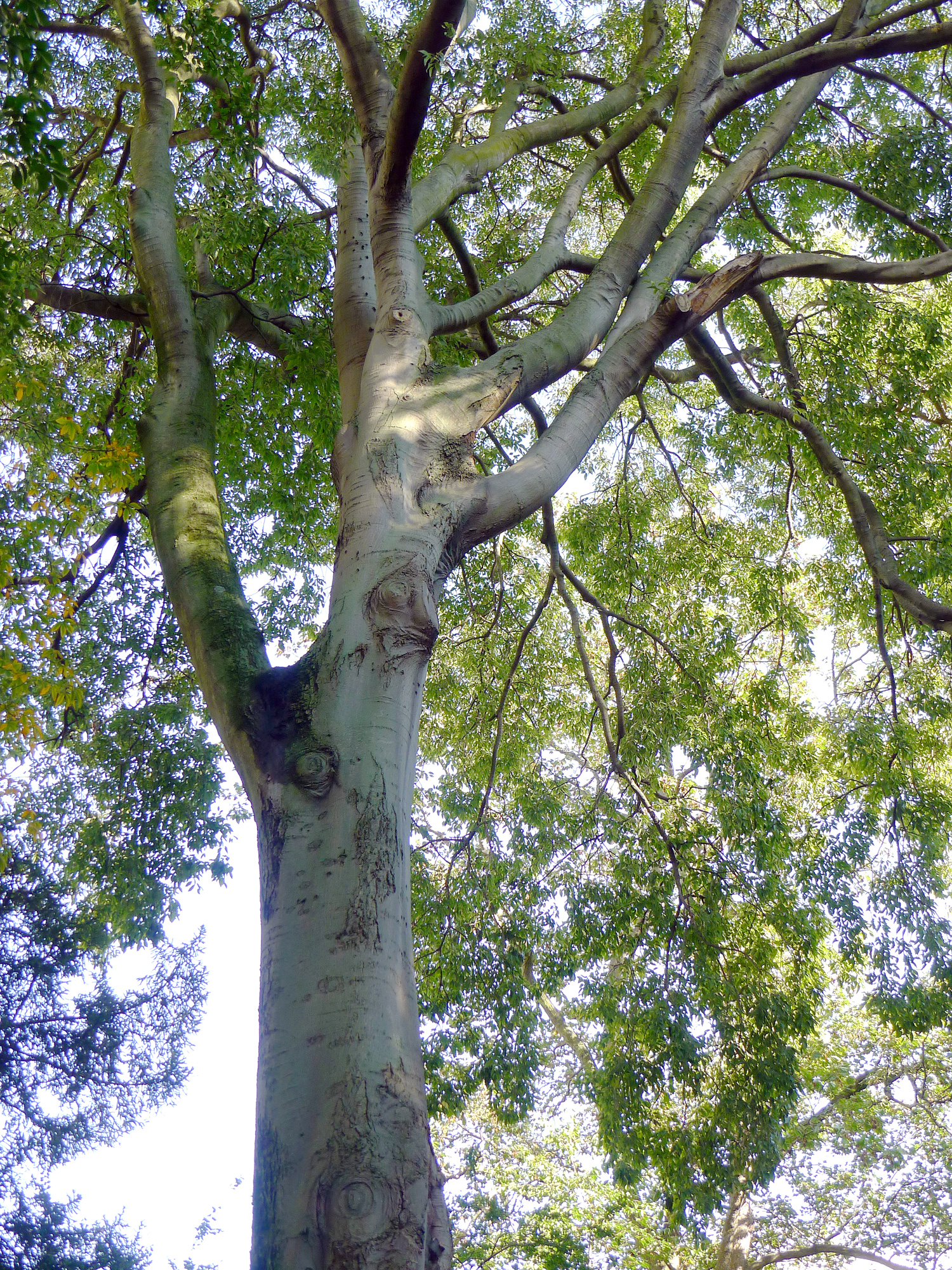
Celtis australis du Jardin des Plantes de Paris.
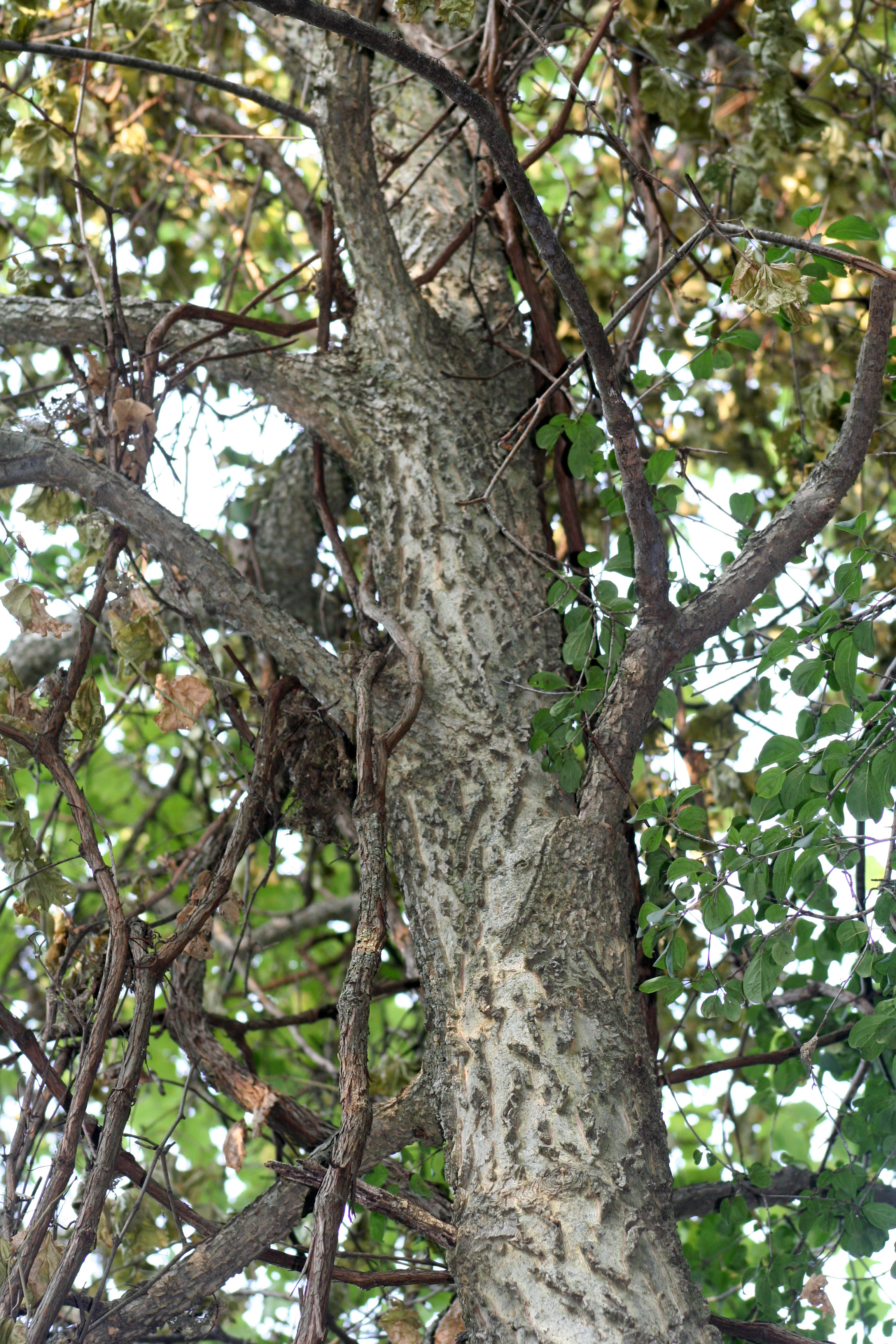
Celtis occidentalis.
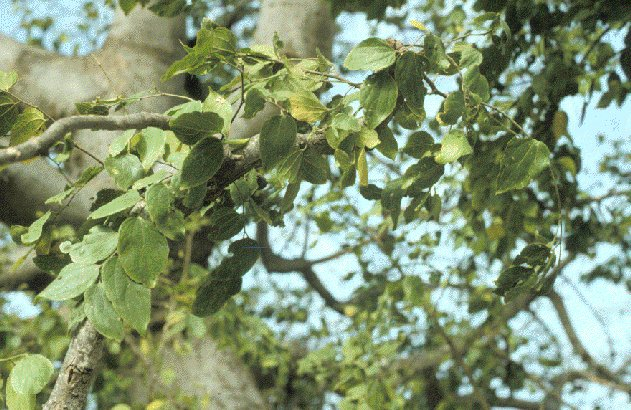
Feuilles de Celtis integrifolia.